# 東儀俊美
東儀 俊美（とうぎ としはる、1929年9月14日 - 2011年4月20日）は、雅楽師。宮内庁首席楽長、日本芸術院会員。

## 略歴
東京府出身。秦河勝以来続くと言われる四天王寺楽家東儀家の出身で、父は東儀俊輔。私立昌平中学校卒。
1941年、宮内省楽部楽生入学。1949年、宮内庁楽部楽師。1959年、アメリカ海外公演。1962年、安倍幸明に師事、1990年、大嘗祭にて「悠紀地方風俗歌・風俗舞」を作曲、作舞。1991年、宮内庁楽部楽長。1993年、宮内庁首席楽長。1999年、勲五等双光旭日章受章。2000年、恩賜賞・日本芸術院賞受賞、日本芸術院会員。2003年、宮内庁楽部技術指導員。2005年、宮内庁楽部技術指導員を退職。
2011年4月20日、血液性がんのため神奈川県横須賀市の病院で死去した。81歳没。没日付をもって従四位・旭日中綬章が追贈された。

## 著書
- 雅楽神韻（邑心文庫出版社、1999年）
- 雅楽への招待（小学館、1999年）
- 雅楽縹渺（邑心文庫出版社、2002年）
- 雅楽壱具（東京書籍、2002年）
- 楽家類聚（監修・執筆、東京書籍、2006年）